# Boutiers-Saint-Trojan
 Boutiers-Saint-Trojan  es una población y comuna francesa, en la región de Poitou-Charentes, departamento de Charente, en el distrito de Cognac y cantón de Cognac-Nord.

## Demografía
| 930 | 1011 | 1288 | 1313 | 1478 | 1379 |
| Para los censos de 1962 a 1999 la población legal corresponde a la población sin duplicidades (Fuente: INSEE [Consultar]) |      |      |      |      |      |